# NGC 7336
NGC 7336 ist eine Balken-Spiralgalaxie vom Hubble-Typ SBb Sternbild Pegasus am Nordsternhimmel. Sie ist schätzungsweise 403 Millionen Lichtjahre von der Milchstraße entfernt und hat einen Durchmesser von etwa 95.000 Lj.
Im selben Himmelsareal befinden sich u. a. die Galaxien NGC 7331, NGC 7335, NGC 7337, NGC 7340.
Das Objekt wurde am 10. September 1849 von George Johnstone Stoney entdeckt.